# François Dagnaud
 (janvier 2024).
François Dagnaud, né à Jonzac (Charente-Maritime) le 4 janvier 1962, est un homme politique français.
Membre du Parti socialiste, il est maire du 19e arrondissement de Paris depuis 2013.

## Biographie

### Formation
François Dagnaud est diplômé de l'Institut d'études politiques de Bordeaux et titulaire d'un diplôme d'études supérieures spécialisées d'administration des entreprises.

### Parcours politique
Il est élu conseiller de Paris dans le 19e arrondissement de Paris en juin 1995, puis réélu en mars 2001 et mars 2008.
De 2008 à 2013, il est premier adjoint au maire du 19e arrondissement de Paris et adjoint au maire de Paris, chargé de l’organisation et du fonctionnement du Conseil de Paris, de la propreté et du traitement des déchets et, à ce titre, président du Syctom.
Il est maire du 19e arrondissement de Paris depuis le 4 février 2013, à la suite de la démission de Roger Madec,.
Le 10 octobre 2013, il est reconduit comme tête de liste PS dans le 19e arrondissement pour les élections municipales de 2014 à Paris. Il est réélu maire de l'arrondissement le 13 avril 2014.
Il est élu conseiller de la Métropole du Grand Paris le 15 décembre 2015.
Lors des élections législatives de 2017, il est suppléant de Jean-Christophe Cambadélis dans la 16e circonscription de Paris qui est battu dès le premier tour.
François Dagnaud est candidat à sa réélection sur la liste Paris en Commun d'Anne Hidalgo pour les élections municipales de mars 2020.